# Bartolomeu Simões Pereira
Bartolomeu Simões Pereira (Cacheu, 23 de maio de 1948 — 4 de julho de 1988) foi um economista, diplomata, político e ativista anticolonial bissau-guineense. 

## Biografia
Foi o primeiro filho de António Simões Pereira e de Vitoriana Monteiro, seguido por Tiago Simões Pereira,  Camilo Simões Pereira, Dionísio Simões Pereira e Domingos Simões Pereira.
Bartolomeu, licenciou-se em Economia pela Universidade Técnica de Lisboa em Portugal, em agosto de 1980.
Foi um alto dirigente do Partido Africano para a Independência da Guiné e Cabo Verde (PAIGC) e membro efetivo desde 1972, importante combatente pela libertação da Guiné e Cabo-Verde do jugo colonial. Promotor de diversas iniciativas e políticas que mudaram o rumo das políticas económicas da Guiné-Bissau, foi defensor da criação de um setor privado e cooperativo mais forte para permitir uma transição mais confortável do país ao socialismo, como um dos pilares para o desenvolvimento da Guiné-Bissau.
Em 1975, ano em que foi criada a Embaixada da República da Guiné-Bissau em Portugal, Bartolomeu ocupou o cargo de Primeiro Secretário da Embaixada do seu país, em Portugal, onde desempenhou as suas funções durante cinco anos.
Em junho de 1983, ocupa o posto de Secretário de Estado do Plano e Cooperação Internacional; em 1984 foi nomeado para o cargo de Ministro da Coordenação Económica, Plano e Cooperação Internacional; e em 1986 nomeado para o cargo de Ministro do Plano, função que ocupou até 1988, ano do seu falecimento
Morreu a 4 de julho de 1988, vítima de um acidente de viação, aos 40 anos de idade.

## Homenagens
A Fundação Guineense para o Desenvolvimento Empresarial Industrial (FUNDEI), criada pelos Governos da Suécia e da Guiné-Bissau em 1994, recebe o nome “Dr. Bartolomeu Simões Pereira”.
A primeira longa-metragem do realizador guineense, Flora Gomes, Mortu Nega (1988), foi dedicada a Bartolomeu Simões Pereira. 

## Ligações Externas
- Partido Africano para a Independência da Guiné e Cabo-Verde
- Fundação Guineense para o Desenvolvimento Empresarial Industrial
- Embaixada da Guiné-Bissau em Portugal